# Ключевской сельсовет (Шадринский район)
Ключевской сельсовет — упразднённые административно-территориальная единица и сельское поселение в Шадринском районе Курганской области Российской Федерации.
Административный центр — село Ключи.
С 23 декабря 2021 года Законом Курганской области от 10.12.2021 № 140 муниципальный район был преобразован в муниципальный округ, в административном районе упразднён сельсовет.

## История
Статус и границы сельского поселения установлены Законом Курганской области от 4 ноября 2004 года № 739 «Об установлении границ муниципального образования Ключевского сельсовета, входящего в состав муниципального образования Шадринского района».

## Население
| 2002  | 2004  | 2010  | 2012  | 2013  | 2014  | 2015  |
| ----- | ----- | ----- | ----- | ----- | ----- | ----- |
| 1226  | ↗1411 | ↘1274 | ↗1294 | ↗1295 | ↘1287 | ↘1260 |
| 2016  | 2017  | 2018  | 2019  | 2020  |       |       |
| ↗1275 | ↗1297 | ↗1400 | ↗1405 | ↘1392 |       |       |

## Состав сельского поселения
| № | Населённый пункт | Тип населённого пункта       | Население |
| - | ---------------- | ---------------------------- | --------- |
| 1 | Ключи            | село, административный центр | ↗681      |
| 2 | Прогресс         | село                         | ↗593      |